# Gregory Charles

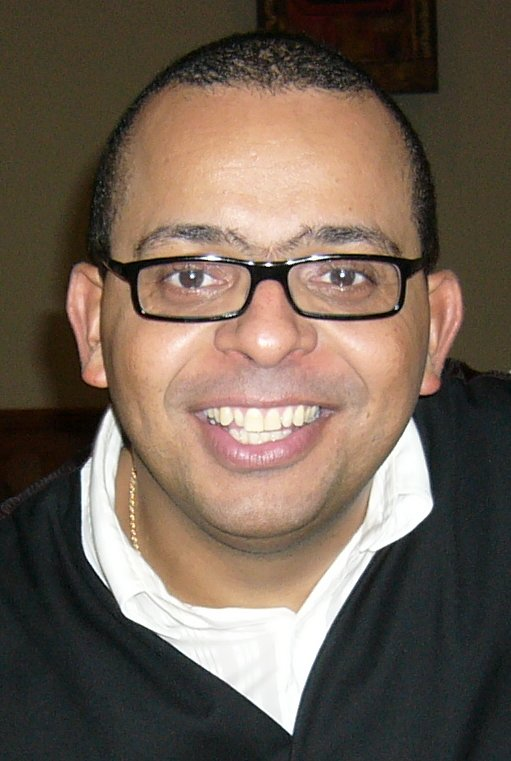
Gregory Charles in 2010

Gregory Charles (Montreal, 12 februari 1968) is een Canadees pianist, danser, zanger, koorleider, televisie- en radiopresentator, komiek en liedjesschrijver. Toen hij zeven jaar was won hij de nationale Canadese pianowedstrijd, waarna hij optrad met een aanzienlijk aantal Canadese symfonische orkesten. Daarnaast bezorgden ook zijn televisie- en radiowerk alsook zijn kooroptredens hem heel wat bekendheid bij het brede publiek.
Zijn album I Think of You, waarvan in de eerste week 109.000 exemplaren werden verkocht, maakte van Charles de bestverkochte Canadese artiest tijdens één week in 2006. Aldus werd Charles op Nelly Furtado na de bestverkopende Canadese muzikant van 2006.

## Albums
- I Think of You (2006)
- Loin de la lumière (2007)

- Bibliothèque nationale de France: cb14267627p (data)
- International Standard Name Identifier: 0000 0000 7661 1036
- MusicBrainz: 6b03ba4e-dd21-4052-8ba2-49b22decd561
- SNAC: w6n94qbh
- Virtual International Authority File: 105288797
- WorldCat: E39PBJcGq4hVMHgVrrdm4fDg8C